# Mari Andersson
Mari Andersson, född 1954, är en svensk jurist.
Mari Andersson avlade juris kandidatexamen 1977, gjorde tingstjänstgöring 1978–1980 och genomgick domarutbildning vid Kammarrätten i Stockholm 1980–1985. Hon var rättssakkunnig i Statsrådsberedningen 1986–1990 samt rättssakkunnig, utredningssekreterare och sakkunnig i Finansdepartementet 1990–2001. Efter tjänstgöringen i Regeringskansliet arbetade hon som skattekonsult på PwC 2001–2002. Därefter har hon arbetat inom domstolsväsendet som chefsrådman i länsrätten i Stockholm 2002–2004 och lagman i samma domstol 2005–2013. Hon var tillförordnad president i Kammarrätten i Stockholm 2013–2015, justitieråd i Högsta förvaltningsdomstolen 2015–2020 och ånyo tillförordnad president i Kammarrätten i Stockholm 2020–2021.